# Snowsound
Snowsound è una tecnologia creata nel 2011, dalla Caimi Brevetti, per la realizzazione di oggetti fonoassorbenti in poliestere caratterizzati dalla densità differenziata del materiale che permette di ridurre il fenomeno del riverbero negli ambienti chiusi.

## Tecnologia
Scopo della tecnologia è di assorbire passivamente il suono per ridurre il fenomeno del riverbero negli ambienti chiusi .
La tecnologia è basata sulla densità variabile osservabile sulla sezione del pannello, le fibre di poliestere sono a bassa densità verso lo strato centrale, allontanandosi da esso tendono ad aumentare gradualmente la loro densità raggiungendo la densità massima in prossimità delle superfici esterne.
La densità differenziata permette di avere una risposta acustica bilanciata alle diverse frequenze.
Il pannello finito, essendo rivestito di poliestere e non avendo strutture perimetrali di rinforzo è monomaterico e riciclabile al 100%.

## Design
La tecnologia è stata tradotta in prodotti attraverso i progetti del Caimi Lab e di diversi designer esterni: Michele De Lucchi, Lorenzo Palmeri, Alberto Meda e Francesco Meda, Marc Sadler, Lorenzo Damiani, Sezgin Aksu, Annalisa Dominoni e Benedetto Quaquaro A+B, Mario Trimarchi, Santiago Miranda, Raffaello Manzoni e Felicia Arvid.

## Premi e Riconoscimenti
Numerosi i premi internazionali ricevuti dalla tecnologia e dal design, si ricordano tra gli altri: German design award nel 2016, International CES Innovation Design and Engineering Awards nel 2014, Compasso d'Oro nel 2016, Compasso d'Oro nel 2022 e premio Design Europa (conferito dall'EUIPO).

## Curiosità
Il nome Snowsound è ispirato alla sensazione di pace e di tranquillità percepibile durante le nevicate.
Nel 2016 l'intero progetto Snowsound è stato selezionato per partecipare alla XXI Triennale nella mostra "Caimi Brevetti / Italia Snowsound by Caimi: Il design come non l''avete mai sentito", sempre nello stesso anno, il Museo della Scienza e della Tecnologia Leonardo Da Vinci di Milano, in collaborazione con il CERN e l'INFN, utilizza i pannelli Flap per allestire la sala permanente dedicata al silenzio cosmico presso la mostra permanente Extreme. Alla ricerca delle particelle.
Nell'aprile del 2017 Gillo Dorfles interpreta i pannelli acustici, personalizzandoli con disegni eseguiti tra il 1937 e il 1998, dando vita alla collezione "per un gigantismo del disegno".
Nel 2020 i prodotti Botanica, disegnati da Mario Trimarchi e due pannelli Snowsound ART disegnati da Gillo Dorfles sono stati inseriti nella collezione “Quirinale Contemporaneo 2020” presso le sedi della Presidenza della Repubblica Italiana.
Nel 2022  in occasione di Expo Dubali 800 elementi fonoassorbenti della collezione FLAT disegnata da Alberto e Francesco Meda sono stati installati all'interno del Padiglione Italia per realizzare il Tunnel del Silenzio, un'installazione di 80 metri di lunghezza.